# Martul (Parroquia)
Martul ist eines von vier Parroquias in der Gemeinde Villanueva de Oscos der autonomen Region Asturien in Spanien.

## Geographie
Martul ist ein Parroquia mit 32 Einwohnern (2011) und eine Grundfläche von 9,23 km². Es liegt auf 821 m. Die nächste größere Ortschaft ist Villanueva de Oscos, der 5,5 km entfernte Hauptort der gleichnamigen Gemeinde. Martul liegt nahe am Rio Vilanova  einem Zufluss des Rio Suaron.

### Verkehrsanbindung  ab Villanueva de Oscos
Über auf die AS-33, über Sta. Eufemia - S. Memed die Abfahrt nach San Martin de Oscos führt direkt nach Martul.
Nächste Flugplätze: Oviedo  (185 km) und Rozas

## Klima
Angenehm milde Sommer mit ebenfalls milden, selten strengen Wintern. In den Hochlagen können die Winter durchaus streng werden.

## Weiler in der Parroquia
Cimadevila, Martul, Salcedo, Sanamede und Trabadelo.

## Sehenswertes
- Capilla (Kapelle) de Cimadevilla
- Iglesia (Kirche) de San Juan El Degollado in Martul